# Kasza

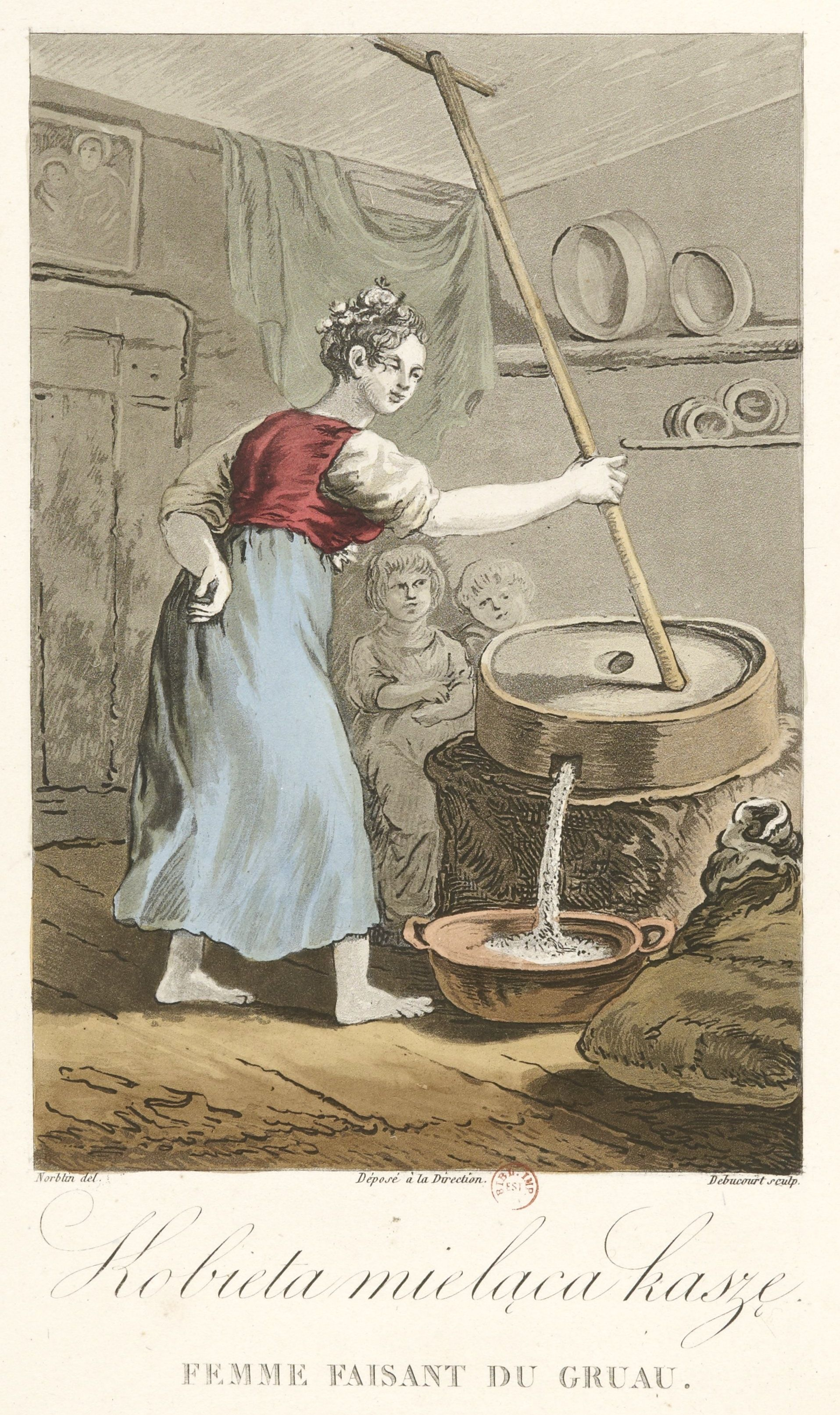
Kobieta mieląca kaszę w żarnach przedstawiona na XVIII-wiecznym rysunku Jana Norblina

Kasza – jadalne nasiona zbóż lub zbóż rzekomych, często w postaci lekko rozdrobnionej (lecz nie tak bardzo jak mąka) lub tylko pozbawionej twardej łuski. Dzięki wysokiej zawartości skrobi mają wysoką wartość odżywczą.
Kasze otrzymane z ziarna, które zostało jedynie obłuszczone i ewentualnie wypolerowane, zachowujące w przybliżeniu jego kształt, nazywane są krupami. Najwięcej białka, witamin, mikro- i makroelementów znajduje się tuż pod okrywą ziarna. Dlatego kasze z całego ziarna charakteryzują się największą zawartością tych substancji. Zawierają także więcej błonnika oraz mniej skrobi w stosunku do kasz drobnych.
Do szeroko ujmowanych kasz należą też ziarna ryżu. Jako kasze specjalne określane są również inne produkty z ziaren, jak ziarna dęte czy preparowane płatki zbożowe.

## Historia
Od wieków używane jako jeden z podstawowych składników kulinarnych na świecie. Od końca XVI wieku kasza uchodziła w kuchni polskiej za pożywienie prymitywne, którym żywili się głównie ludzie ubodzy i chorzy. W roku 1610 Szymon Syreński zanotował w Zielniku: „Ludzie starego wieku póki chleba nie używali, grysu z jęczmienia otłuszczonego, samoszy i pszenicy używali potem za znajomością chleba opuścili tę potrawę, dla chorych ją lekarzom zostawiwszy, którą potem kaszywem i kaszą nazwano”. Markiz de Beauplan w swoim opisie wschodnich połaci Małopolski wśród potraw prostego ruskiego ludu wyliczył pierogi, placki z gryki, kapustę podawaną ze słoniną, groch, kluski oraz kasze. W roku 1682 Stanisław Czerniecki w dziele Compendium ferculorum wymienił m.in. przepis na „kaszę pieczoną” czyli ryż ugotowany na mleku lub słodkiej śmietanie zapieczony w piekarniku z dodatkiem masła, jajek, rodzynek i cynamonu. Znalazł się tam też. m.in. przepis na polewkę migdałową podawaną z ryżem. Na pograniczu polsko-ruskim jadano „kaszę (krupy) jęczmienną, owsianą i orkiszową, hreczanej raczej nie jadano”

Aż do Bogu, aż do Sanu

leży, czarna wyorana

Ruś czerwona, Ruś hreczna

## Rodzaje kasz
Do podstawowych rodzajów kasz współcześnie używanych w Polsce należą:
- kasza gryczana (z gryki)
  - nieprażona
  - prażona
- kasza jęczmienna (z jęczmienia)
  - pęczak
  - perłowa (mazurska)
  - łamana (wiejska)
- kasza jaglana (z prosa)
- kasza manna (z pszenicy)
- kasza kukurydziana (z kukurydzy)
- kuskus (z pszenicy durum; zaliczany do kasz pomimo cech makaronu[10])
- kasza owsiana (z owsa):
  - pęczak[11]
  - łamana[11].